# 格雷厄姆·温迪厄特
格雷厄姆·温迪厄特（英語：Graham Windeatt，1954年8月5日—），澳大利亚男子游泳运动员。他曾代表澳大利亚参加1972年和1976年夏季奥林匹克运动会游泳比赛，其中1972年奥运会获得一枚银牌。